# Balad (Iraq)
Balad (in arabo بلد‎?) è una città irachena sita 80 km a nord di Baghdad, nel Governatorato di Salah al-Din. Si trova all'interno dei confini del cosiddetto Triangolo sunnita, malgrado Balad sia a maggioranza sciita. La popolazione ammonta a circa 100.000 abitanti. È il principale centro urbano del Distretto di Balad.

## Storia antica
Nella città di Balad esisteva una dār al-sikka (zecca) in cui si coniarono numerose monete musulmane d'argento (dirham).

Vicino Balad morì, ucciso in combattimento contro le forze omayyadi, il generale Ibrāhīm b. al-Mālik al-Ashtar.

A Balad nacque nel 1077 il noto filosofo e medico Abū l-Barakāt Hibat Allāh, un ebreo diventato musulmano che fu al servizio di alcuni Califfi abbasidi  e Sultani selgiuchidi e che fu autore del celebre Kitāb al-Muʿtabar.

## Campi militari
Situata nel comune di Yethrib, l'installazione è nota ufficialmente come Joint Base Balad, precedentemente LSA Anaconda e Base aerea di Balad. Il nome della base era, all'epoca di Saddam Hussein, "Base aerea al-Bakr" (in arabo قاعدة البكر الجوية‎?, Qāʿida al-Bakr al-Jawwiyya). La base attualmente ospita numerose unità di terra e aeree statunitensi, come pure un piccolo distaccamento della Marina da guerra statunitense.
Ai primi del 2007 la base era l'hub centrale per i velivoli operativi in Iraq dell'Aeronautica militare statunitense e un importante punto per il rifornimento dei convogli dell'esercito USA.